# Marcus Dinwiddie
Marcus Walthall Dinwiddie (ur. 27 sierpnia 1906 w Waszyngtonie, zm. 20 marca 1951 w Oak Ridge) – amerykański strzelec, wicemistrz olimpijski, medalista mistrzostw świata.
Dinwiddie uczestniczył w Letnich Igrzyskach Olimpijskich 1924 w jednej konkurencji. Zdobył wicemistrzostwo olimpijskie w karabinie małokalibrowym leżąc z 50 m (ponosząc porażkę wyłącznie z Pierre'em Coquelin de Lisle), zostając jednym z najmłodszych medalistów olimpijskich w strzelectwie – miał wówczas ukończone 17 lat. Jest także brązowym medalistą mistrzostw świata z 1928 roku w karabinie dowolnym w trzech postawach z 300 m drużynowo (skład zespołu: William Bruce, Marcus Dinwiddie, Sidney Hinds, Russell Seitzinger, Paul Woods), osiągając najlepszy rezultat w reprezentacji.
Po igrzyskach zapisał się na studia do Uniwersytetu Wirginii. Jako członek Monticello National Guard kontynuował starty w imprezach strzeleckich, w tym wielokrotnie w mistrzostwach kraju.

## Wyniki

### Igrzyska olimpijskie
| Igrzyska | Konkurencja                       | Wynik    | Miejsce | Źródło |
| -------- | --------------------------------- | -------- | ------- | ------ |
| IO 1924  | Karabin małokalibrowy leżąc, 50 m | 396 pkt. |         | [ 3 ]  |

### Medale mistrzostw świata
Opracowano na podstawie materiałów źródłowych:
| Mistrzostwa     | Konkurencja                                     | Wynik                                          | Miejsce |
| --------------- | ----------------------------------------------- | ---------------------------------------------- | ------- |
| Loosduinen 1928 | Karabin dowolny, trzy postawy, 300 m, drużynowo | 5339 pkt. (druż.) 1077 pkt. ind. (376–365–336) |         |